# Сахити, Суад
Суад Сахити (алб. Suad Sahiti; род. 6 февраля 1995, Белград) — косоварский футболист, полузащитник косовского клуба «Лапи». Выступал за национальную сборную Косова.

## Клубная карьера
Суад Сахити начинал свою карьеру футболиста в косовском клубе «Хайвалия» в 2012 году. Летом 2014 года он перешёл в македонскую команду «Работнички», а в конце августа 2017 года — в албанский «Скендербеу».

## Карьера в сборной
13 ноября 2017 года Суад Сахити дебютировал в составе сборной Косова в домашнем товарищеском матче против команды Латвии, выйдя на замену во втором тайме.

## Статистика выступлений

### В сборной
| Матчи и голы Суада Сахити за сборную Косова | Матчи и голы Суада Сахити за сборную Косова | Матчи и голы Суада Сахити за сборную Косова        | Матчи и голы Суада Сахити за сборную Косова | Матчи и голы Суада Сахити за сборную Косова | Матчи и голы Суада Сахити за сборную Косова | Матчи и голы Суада Сахити за сборную Косова |
| №                                           | Дата                                        | Место проведения                                   | Соперник                                    | Счёт                                        | Голы                                        | Соревнование                                |
| ------------------------------------------- | ------------------------------------------- | -------------------------------------------------- | ------------------------------------------- | ------------------------------------------- | ------------------------------------------- | ------------------------------------------- |
| 1                                           | 13 ноября 2017                              | Олимпийский стадион Адем Яшари, Косовска-Митровица | Латвия                                      | 4:3                                         | —                                           | Товарищеский матч                           |

Итого: 1 матч / 0 голов; eu-football.info.